# Nebojša Joksimović (basket-ball)
Pour les articles homonymes, voir Nebojša Joksimović et Joksimović.
Nebojša Joksimović, né le 17 novembre 1981, à Koper, en République socialiste de Slovénie, est un joueur slovène de basket-ball. Il évolue au poste de meneur.

## Palmarès
- Vainqueur de la coupe de Slovénie 2004
- Vainqueur de la coupe de Bosnie-Herzégovine 2013